# 高维进
高维进（1920年—），原名高启民，女，汉族，河南邓县人，中国新闻纪录电影编导，曾任中国电影家协会理事。